# Série Aubrey-Maturin
A série Aubrey-Maturin é a sequência de 20 livros, o primeiro livro foi os históricos escritos por Patrick O'Brian, que ocorre durante as guerras Napoleônicas e centrada na amizade entre o capitão Jack Aubrey da Marinha Real Britânica e o médico, naturalista e agente secreto Stephen Maturin. O'Brian morreu em 2000 e o 21º livro inacabado foi publicado em 2004.
O filme Master and Commander: The Far Side of the World (Mestre dos Mares: O Lado Mais Distante do Mundo, 2003) é baseado nos livros desta série, com ênfase em Master and Commander, HMS Surprise, The Letter of Marque e The Far Side of the World. O papel de Jack Aubrey foi interpretado por Russel Crowe, e Stephen Maturin por Paul Bettany.
No Brasil, foram publicados até agora (julho de 2012) os livros Mestre dos Mares, O Capitão, A Fragata Surprise, Expedição a Ilha Maurício , A ilha da desolação, O Butim da Guerra e O Lado Mais Distante do Mundo; ou seja, do primeiro ao sexto e o décimo livro da série.